# 天涯织女
《天涯织女》，原名《衣被天下》，是一部2010年首播的中国大陆历史题材古装传奇剧，由唐人影视和广东南方电视台联合出品，香港知名导演李国立执导，并由张钧甯、刘诗诗、袁弘、萧正楠、陈秀雯、刘松仁等人领衔主演。全剧以南宋末年宋元战争时期的动荡年代为背景，讲述了出身于松江的黄道婆在经历家国巨变的情况下，流落崖州（今海南岛），在当地学习棉纺织技术并回到松江加以推广，最终成为历史上著名的棉纺织家的故事。
本剧于2009年10月18日在浙江横店影视城正式开机，期间先后辗转永康、新昌等地取景拍摄，至次年1月31日杀青关机。2010年8月14日，本剧在南宁电视台新闻综合频道全国首播，同年10月16日在浙江卫视黄金档中国蓝剧场上星播出。台湾则于当年9月8日在中视数位台八点档首播该剧。韓國AsiaN2011年5月播出。

## 剧情梗概
黄巧儿（张钧甯、陆子艺 饰演）生于南宋末年松江府乌泥泾（今上海华泾镇）；因父亲（常铖 饰演）早逝，家中生活窘困，重病的母亲（陶慧敏 饰演）临终前将她托付给自己的同门师姐－首都临安（本称杭州城）内之锦绣坊老板容秀满（陈秀雯 饰演）。巧儿在容秀满多年的抚养和教导下学会纺织，长大后成为了优巧聪颖的织女。后来，锦绣坊因技艺出众，而被朝廷招进皇宫的霓裳阁。因着对刺绣女工的兴趣，巧儿和先帝宋理宗之皇女赵嘉仪（刘诗诗 饰演）成为挚友；透过和嘉仪的友谊，巧儿因此能够接近宫中的书斋，并从其中的收藏获取更多的纺织学问，研究出一些先进的织造技术。与此同时，锦绣坊卷入了竞争对手彩云坊和宋度宗（王刚 饰演）皇帝妃嫔之间的权力斗争。 
在宫中，巧儿和嘉仪先后与忠君爱国的少将军林慕飞（袁弘 饰演）邂逅，二人都对他心生爱恋；然而，慕飞却只钟情于巧儿，对身为皇亲国戚的嘉仪反抱有深刻的偏见。后来，慕飞拒绝了皇上对嘉仪的赐婚，还为报国而挂帅出征；嘉仪与巧儿亦自此决裂。另一方面，锦绣坊受到皇妃韩氏（唐一菲 饰演）、彩云坊的贯大娘（戴春荣 饰演）和朝中权官赵喆（张雷 饰演）迫害，令巧儿身陷险境；与巧儿青梅竹马的大方染坊二少爷方宁（萧正楠 饰演），更因为拯救巧儿而被打残双腿。内疚悲伤的巧儿为报方宁救命之恩，且相信慕飞兵败后已战死楚州（今淮安）的谣言，于是决定嫁给方宁，以一生一世照顾他；但幕飞死里逃生，却只能无奈地看着巧儿嫁给方宁。这使巧儿、幕飞、嘉仪和方宁四人之间的关系变得复杂。 
虽然，巧儿最终不能与其所恋在一起，但嫁入方家后却塞翁失马地得到婆婆方戴氏（郑佩佩 饰演）的赏识，还继承了她的染布秘方。巧儿专心研习，使她的织造技巧更上一层楼。然而，残疾的方宁常常借酒消愁，还常常在酒后虐待巧儿，令巧儿对方宁的感情变得摇摆不定。与此同时，嘉仪在得知幕飞未死，痴情的她决定离宫，前往战场找寻幕飞。最后，她在幕飞之母王英（严永瑄 饰演）的帮助下，在常州城寻得幕飞，声言只求与幕飞在沙场上同生共死，不做他想。 
后来，蒙古铁骑大举南侵，元世祖建立孛儿只斤元朝 ，统一中原。幕飞经历一连串的个人不幸后，决定与几位遗臣余将陆秀夫、文天祥和张世杰等致力于保护嘉仪和幸存的宋室，以及带领抗军反击蒙元的统治，匡扶汉族河山。几年来，嘉仪死心塌地跟随慕飞行走天涯；而她的一往情深和付出，亦让慕飞对她渐渐动容，也因她的贤慧坚强而对她另眼相看。在这段时间里，幕飞和嘉仪俩人互相扶持照顾，同生死、共患难，情深义重。同时，方家惨遭横祸，巧儿和方宁为逃避元朝压制，在葫芦山偶遇卓越的契丹艺师风九斤（耶律希木）（刘松仁 饰演），并尽得他的所传；此后在流落到崖州（今海南省）时，又在当地黎族居民的帮助下她改良了当时的棉纺技术，因此学有所成。 
方宁去世后，巧儿返回故土杭州城，并与幕飞和嘉仪偶然重逢，终于化解之间的感情纠葛。巧儿悔恨自己过往令两个曾经深爱自己的男子心碎，又对嘉仪忠于心中所爱的表现自愧不如；最后，她衷心地祝福幕飞和嘉仪俩人，而自己则无怨地为亡夫守寡一生。在这混乱时代，心怀苍生的巧儿决定将毕生所学推广；在亲朋好友的支持及鼓励下，她在松江设立了棉纺基地，成为当时中国纺织工业的先驱。而慕飞和嘉仪则联同宋朝的残余势力，与元军无数次交手，直到最后在崖门之役全军覆没，赵宋正式宣布灭亡；他们始觉悟元朝势力庞大，气数未尽，各地义军尚未有能力和士气与敌军作战，当前还须以大局为重。此后，厌恶在杀戮及悲剧中生活的慕飞和嘉仪决定为林家和自己的将来打算，一起放下武器，并向巧儿告别，遁世隐居。 
三年后，林慕飞和赵嘉仪结成为恩爱夫妻，为看望故人重返家乡。此时，锦绣坊和大方染坊已大展鸿图，并收了很多门徒；黄巧儿在家乡松江府和杭州城创建了庞大的棉纺事业，实现了她的伟大成就，衣被天下。

## 主要角色
以下为剧集四个主要角色的基本背景简介，有关所有角色的详细介绍，请参阅：天涯织女角色列表。
| 演员   | 角色              | 介绍 |
| 张钧甯 | 黄巧儿 (黄道婆)   | 临安（本称杭州城）内之锦绣坊的织女 黄震尧和文若兰的遗女 方甯的妻子 师承容秀满、方戴氏和风九斤（耶律希木） 精通织造、染色、木工和种棉 林慕飞曾从天牢救出她，后与他成为初恋情侣，但最终分离 贪官赵喆对其有非份之想，因险被趙喆強暴而被方宁所救 与方宁从小青梅竹马，最终与他成亲，但婚后波折重重 赵嘉仪的挚友兼情敌                  |
| 刘诗诗 | 赵嘉仪 (嘉仪公主) | 南宋之末代公主 宋理宗和皇妃鄂氏之遗女、宋度宗之皇侄女、度宗贵妃鄂灵儿之甥女 与蒙古王爷额尔德曾有婚约，最终由陶芊芊代嫁 林慕飞曾从火灾救出她，后嘉仪对他一往情深，矢志不渝，最终能同心上人共谐连理 黄巧儿的挚友兼情敌 师承锦绣坊、彩云坊、林慕飞和其他宋将们等 精通文学、手工、急救和武艺 叛将李敖对其有非份之想，被林慕飞所救 |
| 袁弘   | 林慕飞            | 南宋大将林湛和王英之四子，一门忠烈林家的少将 先后无私地救黄巧儿和赵嘉仪俩人，间接地引起她们对他的爱慕 黄巧儿的初恋对象，后由于巧儿和方宁的婚姻而分手 方宁的情敌 虽然在一开始对赵嘉仪只有君臣之礼，但最终被嘉仪的真心所感动并跟她成亲                                                                                              |
| 萧正楠 | 方                | 大方染坊的二少爷，方戴氏之次子 黃巧兒的丈夫，深愛著黃巧兒 师承大方染坊和仙鹤道观 精通染色和道学 被贪官赵喆殴打成残，后在仙鹤道观接受治疗 黄巧儿从小青梅竹马的知己，为她甘愿付出一切，后娶其为妻 林慕飞的情敌 |

## 删剪片段

四个删剪片段:方氏兄弟(童年)、丹丹（张钧甯 饰演）、黄巧儿和容秀满焚烧情景及林慕飞和赵嘉仪返乡为夫妻等。

- 黄巧儿在童年首次会见方氏兄弟、闪回揭示崖州女丹丹（张钧甯 饰演）的死因、黄巧儿和容秀满在崖州被捆绑在木桩上焚烧的情节、林慕飞和赵嘉仪与黄巧儿告别的三年后返乡为已婚的夫妻等[8]。

## 電視劇歌曲
| 曲序 | 曲目                   |        | 作曲        | 编曲        | 製作人 | 主唱   | 备注                     |
| ---- | ---------------------- | ------ | ----------- | ----------- | ------ | ------ | ------------------------ |
| 1.   | 《永远相信》（片頭曲） | 姚若龙 | 许愿/赵增熹 | Martin Tang | 马毓芬 | 陈慧琳 | 《正东唱片有限公司》提供 |

### 台灣
中視
| 曲序 | 曲目                 |        | 作曲   | 主唱   | 备注                         |
| ---- | -------------------- | ------ | ------ | ------ | ---------------------------- |
| 1.   | 《野薔薇》（片尾曲） | 戴佩妮 | 戴佩妮 | 戴佩妮 | 《索尼音樂娛樂有限公司》提供 |

## 制作
- 本剧的宋军服原本为《少年杨家将》作出，还有蒙古军装原本是从《射雕英雄传》作出。

## 与历史相异之处
- 在历史上宋理宗和宋度宗其实是叔侄关系，此剧改写他们为兄弟关系来解释赵嘉仪的存在加上编剧不愿写她为度宗的皇女。其实赵嘉仪这个人从没存在，是一虚构人物。
- 此剧几乎所有人物都是虚构，只有黄道婆、宋度宗、耶律楚材、和伯颜除外。大部分情节不符实际的历史记载。有提述宋度宗、端宗和怀宗(幼主)的死亡外，还有恭宗登基及被俘事件、襄樊之战及崖山海战。

## 相关产品
- DVD/H-DVD发行：(中国版);2010年8月25日;广东音像出版社(简体中文/普通话)ISBN 9787798974829/ISBN 9787798974829
- DVD發行：(台灣版);2011年6月6日;世詮多媒體有限公司 (繁體中文/普通話)

## 節目的變遷
| 中視數位台 八點全家劇場 每週一至週五20:00～22:00 | 中視數位台 八點全家劇場 每週一至週五20:00～22:00 | 中視數位台 八點全家劇場 每週一至週五20:00～22:00 |
| ------------------------------------------------ | ------------------------------------------------ | ------------------------------------------------ |
|                                                  | 神話織女 （2010.09.08 － 2010.10.01）            |                                                  |
| 流星蝴蝶劍 （2010.08.19 － 2010.09.07）          | 妻子們的戰爭 （2010.10.04 － 2010.12.07）        |                                                  |

| 中華TV 週一至週五 23:00~01:00(兩集) | 中華TV 週一至週五 23:00~01:00(兩集) | 中華TV 週一至週五 23:00~01:00(兩集) |
| ----------------------------------- | ----------------------------------- | ----------------------------------- |
|                                     | 衣被天下 (2012.09.20 - 11.26)       |                                     |
| 深宫谍影 (2012.08.21 - 09.19)       | 傾世皇妃 (2012.11.27 - 2013.01.11)  |                                     |